# Service de la documentation nationale du cadastre
Le service de la documentation nationale du cadastre (SDNC) est un service à compétence nationale, rattaché à la direction générale des Finances publiques (DGFIP).
Le SDNC apporte un soutien technique à l'ensemble des services de la DGFIP (production de cartes et badges, de pancartes, de supports d'information…).
Il a été créé en 1931 sous l'appellation de « Service des reproductions et tirages ».

## Missions
Le SDNC assure, pour les différents services des impôts compétents, des prestations documentaires, notamment :
- la reproduction, la scanographie, la mise à jour et la diffusion de plans cadastraux (600 000 feuilles parcellaires), la réalisation ou la vérification des travaux cartographiques cadastraux ;
- la micrographie de documentation fiscale, cadastrale et hypothécaire ;
- la réalisation de divers travaux d'impression ou de reprographie pour les différents services de la direction générale des Finances publiques.

### Brigade Nationale d'Intervention Cadastrale (BNIC)
Depuis le 1er septembre 2017, la Brigade Nationale d'Intervention Cadastrale (BNIC) se substitue aux brigades de renfort topographiques et est directement rattachée au SDNC. Elle dispose d'antennes à Amiens, Bordeaux, Caen, Châlons-en-Champagne, Clermont-Ferrand, Dijon, Limoges, Lyon, Marseille, Montpellier, Nancy, Nantes, Nice, Orléans et Toulouse. La BNIC intervient en renfort auprès des directions locales sur l’ensemble des missions topographiques (travaux techniques et administratifs).

### Service d'Appui à la Publicité Foncière (SAPF)
Le service d'appui à la publicité foncière (SAPF) apporte un renfort métier aux services locaux de la publicité foncière (SPF). Il modernise et harmonise les méthodes de travail, en adhésion avec la direction générale. Le SDNC gère ainsi le volet métier des 18 antennes SAPF, dont trois lui sont rattachées de plein exercice.